# James Farrior
James Farrior (født 6. januar 1975) er en tidligere professionel amerikansk fodbold-spiller fra USA, der spillede femten sæsoner i NFL, hos henholdsvis New York Jets og Pittsburgh Steelers. Han spillede positionen middle linebacker.